# Kipps (film, 1941)
Pour les articles homonymes, voir Kipps (homonymie).
Pour plus de détails, voir Fiche technique et Distribution.
Kipps (connu aussi sous le titre The Remarkable Mr Kipps) est un film britannique réalisé par Carol Reed, sorti en 1941, inspiré du roman éponyme de 1905 de H. G. Wells.

## Synopsis
À la fin du XIXe siècle, Arthur Kipps est un adolescent de 14 ans qui quitte son petit village pour se rendre à Folkestone dans le Kent, où in doit commencer son apprentissage dans le magasin de M. Edmund Shalford. Avant de partir, il demande à sa jolie voisine, Ann Pornick, si elle veut être sa petite amie et elle accepte. Arrivé dans le bazar de Shalford, il apprend qu'il doit absolument respecter les règles et il est envoyé suivre les instructions des employés plus anciens.
Six ans plus tard, Kipps est un vendeur qui fait de son mieux. Un soir, Kipps et d'autres employés sont surpris par un orage et se réfugient dans un endroit où a lieu une conférence sur l'amélioration personnelle faite par Chester Coote. Dès le lendemain, Kipps se rend à l'institut culturel de Folkestone pour prendre des cours du soir. Comme les cours de littérature sont complets, Kipps est poussé à choisir des cours de sculpture sur bois, ses réticences disparaissent lorsqu'il voit le professeur, la jolie Helen Walshingham. Helen s'amuse de l'adoration timide de Kipps, mais d'un autre côté il n'est pas question pour elle de s'intéresser à un simple employé de commerce.
Après le dernier cours, Kipps rentre chez lui lorsqu'il est renversé par un cycliste. Chitterlow, un acteur au chômage, emmène Kipps chez lui pour réparer son pantalon qui s'est déchiré dans l'accident. Ils sont bientôt soûls car Chitterlow a servi à boire en même temps qu'il lisait des extraits de sa pièce. Lorsqu'il revient au magasin, Kipps est renvoyé pour avoir passé la nuit dehors. Alors qu'il finit sa journée, Kipps reçoit la visite de Chitterlow qui lui montre une annonce recherchant le fils d'Euphemia Kipps. Kipps répond à l'annonce et découvre qu'il est le seul héritier d'un grand-père qu'il n'a jamais connu, et qu'il va recevoir 26 000 £ ainsi qu'une grande maison à Folkestone. Surpris par sa bonne fortune, Kipps accepte de prêter 300 £ à Chitterlow pour sa nouvelle pièce, en échange de 50% des bénéfices. À la banque, Kipps rencontre Coote, qu'il l'introduit auprès d'un notaire, Ronnie Walshingham, le frère d'Helen. Helen gagne aisément le cœur de Kipps et accepte sa demande en mariage. Un jour, Kipps est en train de marcher sur la plage lorsqu'il rencontre Ann, qui travaille désormais comme bonne. Kipps est enchanté de la retrouver, ses anciens sentiments remontent à la surface et il l'embrasse. Le lendemain, Kipps accompagne Helen, Ronnie et Coote à une soirée et il est horrifié de découvrir que c'est Ann qui ouvre la porte en tant que servante. Ann est dévastée de voir Kipps avec Helen. Réalisant qu'il ne pourra être heureux qu'avec Ann, Kipps la persuade de s'enfuir et de l'épouser à Londres. Dans la capitale, le jeune couple se dispute souvent à propos des rêves de Kipps. Un jour, Kipps reçoit un télégramme demandant sa présence dans les bureaux de Ronnie. Il s'y rend, craignant qu'on lui fasse un procès pour violation de promesse de mariage. En fait, Helen lui apprend que Ronnie a disparu après avoir perdu tout son argent dans de mauvais investissements. Kipps rentre chez lui où Ann le réconforte et l'encourage. Juste avant qu'ils aillent se coucher, Chitterlow arrive et leur montre les articles sur sa pièce à succès. Avec les revenus de son investissement, Kipps ouvre une librairie et apprécie la vie avec Ann et leur petit Artie.

## Fiche technique
- Titre original : Kipps
- Titre américain : The Remarkable Mr Kipps
- Réalisation : Carol Reed
- Scénario : Sidney Gilliat, Frank Launder, d'après le roman Kipps: The Story of a Simple Soul de H. G. Wells
- Direction artistique : Alex Vetchinsky
- Costumes : Cecil Beaton
- Photographie : Arthur Crabtree
- Son : Sydney Wiles
- Montage : R.E. Dearing (en)
- Production : Edward Black (en)
- Société de production : Twentieth Century-Fox Productions
- Société de distribution : Twentieth Century-Fox
- Pays d'origine :  Royaume-Uni
- Langue originale : anglais
- Format : Noir et blanc — 35 mm — 1,37:1 — son mono
- Genre : Comédie dramatique
- Durée : 111 minutes (Royaume-Uni), 82 minutes (États-Unis)
- Dates de sortie : Royaume-Uni : 26 mars 1941

## Distribution
- Philip Frost : Arthur Kipps, enfant
- Michael Redgrave : Arthur Kipps, adulte
- Diana Wynyard : Helen Walshingham
- Diana Caldewood : Ann Pornick, enfant
- Phyllis Calvert : Ann Pornick, adulte
- Arthur Riscoe (en) : Chitterlow
- Max Adrian : Chester Coote
- Helen Haye : Mme Walshingham
- Michael Wilding : Ronnie Walshingham
- Lloyd Pearson (en) : Edmund Shalford
- Edward Rigby : Buggins
- Mackenzie Ward : Pearce
- Hermione Baddeley : Mlle Mergle
- Betty Ann Davies : Flo Bates